# Lewin Brzeski
Lewin Brzeski (udtale: [ˈlɛvʲin ˈbʐɛskʲi]  ( hør) tysk: Löwen) er en by i den vestlige del af voivodskabet Opole i det sydlige Polen. Byen har 5.668(2021) indbyggere og et areal på 10,35 km². Den er en del af powiatet (amt) Brzeg.

## Historie
Beliggende ved de middelalderlige handelsruter fra Schlesien til Ungarn, ved Ravvejen og floden Nysa Kłodzka (Schlesische Neiße), udviklede byen Lewin sig først i middelalderen som en købstad, beliggende inden for det Piast-regerede Kongeriget Polen og som et resultat af fragmenteringen af Polen blev det en del af hertugdømmerne Opole, Brzeg og Legnica. Det nævnes første gang i en kontrakt fra 1257, da et kloster drevet af hospitalridderne i Łosiów købte en mølle nær byen. Dens navn er af gammelpolsk oprindelse og henviser til jagt.
Allerede i midten af 1200-tallet havde byen fået Magdeburg byrettigheder, hvilket gav byen en vis grad af selvstyre. Byen var bygget op omkring en rektangulær markedsplads, og omgivet af en vold med en palisade med en grøft nedenunder, der om nødvendigt gennem åbningen af en sluse kunne fyldes med vand fra den østlige Neisse. Derudover var der fire byporte. I 1333 fik byen nye rettigheder og privilegier, såsom brygning af øl og afholdelse af onsdagsmarkeder, af hertug Bolesław 3. den Generøse. Lewin skiftede mellem hertugdømmerne Legnica og Brzeg og forblev under Piast-dynastiets styre indtil 1675, selvom det faldt under overherredømmet af Bøhmiske krone i 1329, Ungarn i 1469 og igen Bøhmen i 1490, derefter styret af Huset Jagiello indtil 1526 og huset Habsburg derefter.
Det 16. århundrede bragte et økonomisk boom til byen. Siden 1592 blev der arrangeret årlige messer med tilladelse fra hertugen af Brzeg. Efter den reformationen blev byen hovedsageligt protestantisk, og det katolske sogn blev opløst. Under Trediveårskrigen blev byen plyndret, brændt og ramt af pesten. Efter opløsningen af Hertugdømmet Legnica i 1675 blev det indlemmet i Habsburg-monarkiet.